# Milan Rundić
Milan Rundić (srbskou cyrilicí Милан Рундић; * 29. března 1992 Bělehrad) je srbský profesionální fotbalista, který hraje na pozici středního obránce za polský klub Raków Częstochowa. Je bývalý srbský mládežnický reprezentant.
Mimo Srbsko působil na klubové úrovni v Chorvatsku a na Slovensku. Nastupuje ve středu obrany, může však hrát i na jejím levém kraji. V roce 2014 odehrál jedno utkání za Srbskou reprezentaci do 21 let.

## Klubová kariéra
Svou fotbalovou kariéru začal v týmu FK Rad, jehož je odchovanec.

### FK Kolubara
Před jarní částí sezony 2010/11 přestoupil do A-mužstva FK Kolubara. Svůj druholigový debut si připsal 19. 3. 2011 v 19. kole proti týmu FK BASK Bělehrad (prohra 2:3), odehrál celý zápas. Své první góly ve druhé srbské lize dal 18. března 2012, když se dvakrát prosadil proti klubu FK Banat Zrenjanin. Rundić se trefil ve 47. a v 75. minutě, obě branky dal z penalt a podílel se na výhře 5:2. V dresu Kolubary odehrál celkem 45 střetnutí, v nichž zaznamenal čtyři přesné střelecké zásahy.

### NK Inter Zaprešić
V lednu 2013 zamířil poprvé do zahraničí, přestoupil do chorvatského celku NK Inter Zaprešić. Svůj první zápas odehrál 9. března 2013 ve 23. ligovém kole na půdě mužstva NK Rijeka (prohra 1:2), když nastoupil na první poločas. Za Zaprešić nastoupil během půl roku pouze na tři zápasy v nejvyšší chorvatské soutěži.

### AS Trenčín

#### Sezóna 2013/14
V létě 2013 přestoupil na Slovensko, kde uzavřel tříletý kontrakt s klubem FK AS Trenčín. Ligový debut si odbyl proti Slovanu Bratislava ve třetím kole hraném 28. července 2013, v 57. minutě nahradil na hrací ploše Petera Kleščíka. Trenčín tehdy porazil Slovan doma i díky třem brankám Tomáše Malce v poměru 4:2. Ve 30. kole se poprvé prosadil střelecky, když v utkání proti mužstvu MFK Ružomberok (výhra 3:0) dal v šesté minutě první gól střetnutí. V ročníku 2013/14 odehrál v lize 18 zápasů.

#### Sezóna 2014/15
S Trenčínem se na podzim 2014 představil mj. v Evropské lize UEFA 2014/15. Tým nejprve nastoupil ve 2. předkole, kde po domácí výhře 4:0 a prohře 0:3 venku postoupil přes srbský celek FK Vojvodina Novi Sad. Následně se Trenčín střetl s klubem Hull City AFC z Anglie, se kterým po remíze 0:0 a prohře 1:2 vypadl.
Střelecky se v ročníku prosadil pouze jednou, když 16. 5. 2015 ve 30. kole proměnil pokutový kop proti Spartaku Myjava, Trenčín zvítězil doma v poměru 3:1. Pomohlo mu i vyloučení Myjavy, když Spartak dohrával po obdržení červené karty od 26. minuty v deseti hráčích. V sezóně 2014/15 vyhrál s týmem slovenský fotbalový pohár, ve finále se představil proti mužstvu FK Senica, zápas se rozhodl až v penaltovém rozstřelu. Zároveň se Trenčín stal ve stejném ročníku poprvé v historii mistrem slovenské nejvyšší soutěže a mohl slavit zisk double. Celkem během roků nastřádal 22 ligových startů.

#### Sezóna 2015/16
S Trenčínem se díky titulu z předešlého ročníku kvalifikoval do druhého předkola Ligy mistrů UEFA 2015/16, kde bojoval proti silnému rumunskému celku FC Steaua București. Trenčín nejprve prohrál 0:2 a v odvetě zvítězil v poměru 3:2, což na postup nestačilo.
Svůj první a zároveň jediný střelecký zásah si připsal 8. srpna 2015 proti Spartaku Myjava, síť rozvlnil v 74. minutě a postaral se o jedinou a tudíž vítěznou branku utkání. Na začátku roku 2016 se zranil a musel podstoupit operaci kolene. Zranění mu zhatilo přestup do dánského mužstva FC Nordsjælland. V ročníku 2015/16 s týmem Trenčína obhájil double – prvenství ve slovenském poháru i v lize. Dohromady nastoupil k 17 střetnutím v lize.

### ŠK Slovan Bratislava
V červenci 2016 z mužstva AS Trenčín odešel a posílil ligového konkurenta, když podepsal smlouvu na čtyři roky se Slovanem Bratislava.

#### Sezóna 2016/17
Na podzim 2016 kvůli zranění nenastupoval, objevil se pouze ve třech střetnutích na lavičce náhradníků. Ligovou premiéru si odbyl 19. února 2017 ve 20. kole proti Tatranu Prešov (výhra 2:0), odehrál celé utkání na stoperu po boku Kornela Saláty. 1. května 2017 se se Slovanem představil na stadionu NTC Poprad ve finále domácího poháru a gólem „nůžkami“ z 20. minuty zápasu se podílel na zisku trofeje po výhře v poměru 3:0 nad tehdy druholigovým týmem MFK Skalica. První ligový gól za mužstvo vsítil ve 31. kole v odvetě proti Prešovu, když v 85. minutě zvyšoval hlavičkou na konečných 3:1. Celkem v ročníku odehrál 10 ligových zápasů.

#### Sezóna 2017/18
23. června 2017 odehrál za mužstvo celých devadesát minut v utkání Česko-slovenského Superpoháru hraného v Uherském Hradišti proti českému celku FC Fastav Zlín, kterému Slovan Bratislava podlehl v penaltovém rozstřelu. Se Slovanem postoupil přes arménský klub FC Pjunik Jerevan (výhry 4:1 a 5:0) do druhého předkola Evropské ligy UEFA 2017/18, kde bratislavský tým vypadl po prohrách 0:1 a 1:2 s mužstvem Lyngby BK z Dánska. Poprvé v ročníku 2017/18 se trefil v lize 25. listopadu 2017 v 10. minutě 17. kola proti klubu FK Železiarne Podbrezová (remíza 1:1). Na jaře 2018 se podílel se Slovanem na obhajobě zisku slovenského poháru z předešlého ročníku 2016/17, i když ve finále hraném 1. května 2018 v Trnavě proti celku MFK Ružomberok (výhra 3:1) nehrál. Během roku nastoupil v lize ke 24 střetnutím.

#### Sezóna 2018/19
Na podzim 2018 i kvůli zranění a konkurenci v prvním týmu odehrál pouze jedno ligové utkání, nastupoval rovněž za třetiligovou juniorku neboli rezervu. V zimním přestupovém období ročníku 2018/19 se s "belasými" dohodl na předčasném ukončení smlouvy. V sezoně 2018/19 získal Slovan mistrovský titul, na kterém se Rundić částečně podílel.

### MFK Karviná
V lednu 2019 odešel jako volný hráč (zadarmo) do Česka, kde se dohodl na smlouvě s mužstvem MFK Karviná.

#### Sezóna 2018/19
Svůj první ligový zápas v dresu Karviné si připsal ve 20. kole hraném 9. 2. 2019 v souboji s klubem SFC Opava (remíza 1:1), odehrál celé utkání. Během půl roku nastoupil za mužstvo v lize k 18 zápasům. S klubem bojoval o záchranu, která se zdařila.

#### Sezóna 2019/20
Před sezonou byl zvolen kapitánem týmu. Svoji první ligovou branku za Karvinou dal v 51. minutě z penalty proti Viktorii Plzeň (prohra 2:3). Podruhé v ročníku skóroval v duelu s Opavou (remíza 1:1), když v sedmé minutě otevřel z pokutového kopu stav utkání. V sezóně 2019/20 odehrál 29 ligových střetnutí.

## Klubové statistiky
Aktuální k 28. červenci 2020
| Sezona    | Klub                 | Soutěž       | Zápasy | Góly |
| --------- | -------------------- | ------------ | ------ | ---- |
| 2010/2011 | FK Kolubara          | 1. liga      | 14     | 0    |
| 2011/2012 | FK Kolubara          | 1. liga      | 18     | 2    |
| 2012/2013 | FK Kolubara          | 1. liga      | 13     | 2    |
| 2012/2013 | NK Inter Zaprešić    | 1. HNL       | 3      | 0    |
| 2013/2014 | FK AS Trenčín        | Corgoň liga  | 18     | 1    |
| 2014/2015 | FK AS Trenčín        | Fortuna liga | 22     | 1    |
| 2015/2016 | AS Trenčín           | Fortuna liga | 17     | 1    |
| 2016/2017 | ŠK Slovan Bratislava | Fortuna liga | 10     | 1    |
| 2017/2018 | ŠK Slovan Bratislava | Fortuna liga | 24     | 1    |
| 2018/2019 | ŠK Slovan Bratislava | Fortuna liga | 1      | 0    |
| 2018/2019 | MFK Karviná          | Fortuna:Liga | 18     | 0    |
| 2019/2020 | MFK Karviná          | Fortuna:Liga | 29     | 2    |